# Begarden

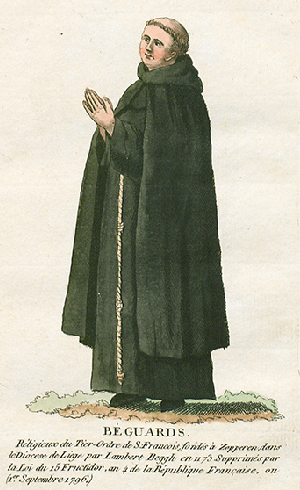
Kleding van een begard, afbeelding uit 1811

Begarden, beggarden, begaarden of bogaarden waren kloosterlingen die tot dezelfde geestesstroming behoorden als de begijnen.

## Geschiedenis
Net als begijnen maakten de begarden deel uit van semi-religieuze leefgemeenschappen die vanaf de twaalfde eeuw ontstonden binnen de Rooms-Katholieke Kerk. Anders dan leden van een kloosterorde van strikte observantie legden begarden geen eeuwige geloften af en de gemeenschappen volgden ook geen door de Kerk erkende kloosterregel. Ze beperkten zich tot een tijdelijke (meestal jaarlijks hernieuwde) gelofte van kuisheid en gehoorzaamheid, niet van armoede. In tegenstelling tot begijnen leefden begarden in communauteiten en niet zelfstandig in aparte huizen verenigd in begijnhoven. Het waren gemeenschappen van lekenbroeders en ze lieten zich niet tot priester wijden.
De begijnen ontstonden in het begin van de 13e eeuw, de begarden kwamen enkele jaren nadien tot stand, maar er wordt geen stichter vermeld. In navolging van begijnhoven kwamen in de Nederlanden, Duitsland en Frankrijk begardengroepen, los van elkaar en spontaan tot stand. Het waren hoofdzakelijk handarbeiders, vooral wevers, en ze werden soms Broeders van het weefambacht genoemd. Hun activiteiten brachten ze soms in conflict met middeleeuwse (wevers)ambachten. Ze bekommerden zich om jonge wezen die ze opleidden tot wever en waren ook hulpverleners in parochiekerken. Sommige van hun weeshuizen evolueerden, zodat er niet alleen wevers werden opgeleid, maar dat verstandige kinderen de mogelijkheid kregen school te lopen in middelbare scholen (kapittelscholen of Latijnse scholen bijvoorbeeld) die de weg openden naar universiteitsstudies. De begarden vertegenwoordigden een bepaalde stroming, in de geest van de Broeders van het Gemene Leven en de Moderne Devotie, en kernen kwamen binnen deze stroming tot stand, onafhankelijk van elkaar. Ze hadden geen overkoepelende structuur en geen algemeen overste die ze bij de Vaticaanse instanties kon vertegenwoordigen en desnoods verdedigen. 
Zoals de begijnen, werden de begarden geïnfiltreerd door aanhangers van ketterse groepen zoals de zusters en broeders van de Vrije Geest. Hierdoor werden ze beschuldigd en vervolgd voor immoraliteit en corruptie. De Inquisitie zat ze op de hielen en zowel pausen als burgerlijke machthebbers spraken veroordelingen uit. Onder de documenten van de Inquisitie vindt men ondervragingen van broeders zoals Johannes Hartmann of voormalige broeders zoals Johannes de Brünn. In 1312 vaardigde het Concilie van Vienne het verbod uit op begardenbroederschappen, waarna ze in de loop van de 14e en 15 eeuw in heel Europa verdwenen. Enkel in de Nederlanden bleven ze bestaan, bij gratie van een expliciet onderwerpen aan het kerkelijk gezag, maar waarschijnlijk ook door hun economische en sociale activiteit, die door de burgerlijke overheid werd op prijs gesteld. Wat van hun communauteiten overbleef evolueerde stilaan tot afdelingen van de derde orde bij sommige bedelorden, voornamelijk bij de franciscanen of bij de dominicanen. Sommige kloosters werden door stadsbesturen overgenomen en verloren hun religieuze status. In 1650 ten slotte, verbood paus Innocentius X elke organisatie die zich op een filiatie vanuit de begarden beriep.

## Begarden naar land

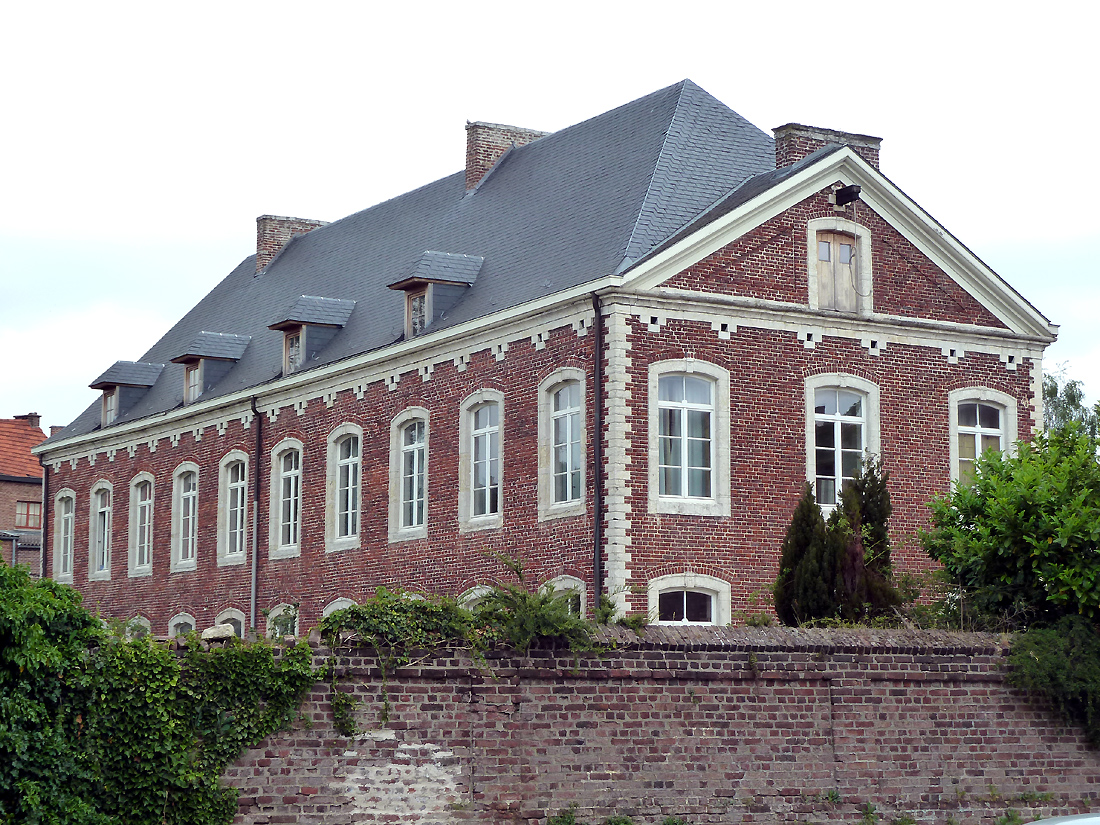
Het Bogaardenklooster in Tienen, een voormalige begardenklooster

Het eerste begardenklooster waarover documenten bestaan (daarom niet noodzakelijk het oudste) was dat van Douai in 1246.
In België vond men begardenkloosters onder meer in Antwerpen (1297), Brugge (1252), Brussel (1330), Diest (1268), Doornik (1297), Gent (1289), Ieper (1297), Leuven, Luik, Nijvel (1272), Sint-Truiden (1270), Tienen en Zepperen. Ook was er een Bogaardenklooster en is er een Bogaardenstraat in Aarschot, Hoegaarden, Koksijde, Wezenbeek-Oppem en Zoutleeuw. De oorsprong van de Bogaardenstraat in Dendermonde, Kessel en Oud-Heverlee is in onderzoek omdat bogaard ook naar een boomgaard kan verwijzen.
In Nederland waren er begardenkloosters in Maastricht, Roermond en 's-Hertogenbosch.